# Olegario Víctor Andrade
Olegário Víctor Andrade (n. 6 martie 1839 - d. 30 octombrie 1882) a fost poet și jurnalist argentinian.

## Opera
- 1877: Prometeu ("Prometeo");
- 1878: San Martin ("San Martín");
- 1881: Cuibul condorilor ("El nido de cóndores");
- 1881: Atlantida ("Atlántida");
- 1886: Cele două politici ("Las dos políticas");
- Harfa pierdută ("El arpa perdida").

Andrade a fost fondator al revistelor El pueblo argentino, La America și La tribuna nacional.